# Томмотская гряда
Томмотская гряда — горный массив в средней части Алданского нагорья (Якутия).
Томмотская гряда расположена в правобережье реки Алдан (река огибает гряду с севера и запада). В северной части гряды расположен город Алдан. Максимальная высота массива — 1616 м.